# Andrzej Pazio
Andrzej Pazio (ur. 24 sierpnia 1932 w Warszawie, zm. 1 lutego 2022) – polski pilot i instruktor szybowcowy, samolotowy i śmigłowcowy. Autor i współautor książek lotniczych i artykułów specjalistycznych na temat szkolenia lotniczego.

## Działalność lotnicza
Szkolenie szybowcowe rozpoczął w Aeroklubie Łódzkim w 1948 r. Po zdaniu egzaminu dojrzałości w 1950 r. studiował na Wydziale Prawa Uniwersytetu Wrocławskiego. W roku 1951 ukończył z 1. lokatą Centralną Szkołę Instruktorów Szybowcowych w Aleksandrowicach, co opisał w książce „Jak dziś pamiętam”. W Aeroklubie w Bielsku-Białej zaczął szkolenie na samolotach, w 1953 r. Później szkolił się w Aeroklubie Kujawskim, Aeroklubie w Olsztynie  i w Jeleniej Górze. Po uzyskaniu licencji pilota w 1957 r. zdobył jeszcze uprawnienia I i II klasy, do lotów wg przyrządów, pilotowania samolotów wielosilnikowych, agrolotnicze i pilota śmigłowcowego.
Pracował jako pilot i wykładowca w Centrum Wyszkolenia Instruktorów Szybowcowych w Jeżowie Sudeckim, następnie w Aeroklubach: Gdańskim, Jeleniogórskim i Kieleckim. Pełnił stanowisko inspektora szkolenia lotniczego, szkolił instruktorów, przeprowadzał egzaminy, opracowywał instrukcje wykonywania lotów, programy szkolenia, uczestniczył w komisjach badających wypadki lotnicze. W latach 1970–1979 pracował w Centralnym Zespole Lotnictwa Sanitarnego, odpowiadał za szkolenie. Od 1979 do 1990 roku pracował w  Zakładzie Usług Agrolotniczych, na stanowiskach szefa pilotów i inspektora bezpieczeństwa. Kierował bazami w Egipcie, Sudanie i Etiopii. 
Łącznie na samolotach, szybowcach i śmigłowcach wylatał około 10 000 godzin, z czego 2800 godzin jako instruktor. Przeszedł na emeryturę w 1991 roku.
Zmarł 1 lutego 2022 roku, został pochowany w kwaterze S IX 1-1-24 na cmentarzu w Wólce Węglowej.

## Publikacje
Był autorem publikacji z zakresu szkolenia lotniczego. Był współautorem książek Zasady pilotażu i Metodyka szkolenia szybowcowego, opublikowanych razem z Janem Winczo odpowiednio w 1966 i 1975 roku. Samodzielnie wydał Zasady pilotażu i nawigacji (1977) oraz Zasady pilotażu szybowcowego, w latach 1977 i 1994.

## Odznaczenia
Legitymował się Srebrną, Złotą i Diamentową Odznakę Szybowcową, odznaką Zasłużonego Działacza Lotnictwa Sportowego. W 1962 roku został odznaczony Srebrnym Krzyżem Zasługi. W roku 1960 odznaczony Brązowym, a w 2014 Srebrnym Medalem za Zasługi dla Obronności Kraju.  Członek Warszawskiego Klubu Seniorów Lotnictwa. W 2018 roku odznaczony Błękitnymi Skrzydłami (2018). W 2020 roku wraz z żoną Lidią otrzymał Wyróżnienie Honorowe im. Dedala. 